# Rider Strong
Rider King Strong (San Francisco, 11. prosinca 1979.) je američki filmski i televizijski glumac.
Roditelji su mu King Strong i Lin Warner. Njegov brat Shiloh Strong je također glumac.
Svoju najveću popularnost stekao je ulogom u seriji "Dječak upoznaje svijet" u kojoj je glumio problematičnog mladića Shawna Huntera. Također je poznat po ulozi u horor-komediji "Koliba straha", koju je režirao Eli Roth.
Njegova obitelj je osnovala vlastitu produkcijsku kompaniju pod nazivom "Redwood Shire Productions".
U jednom intervjuu je priznao kako misli da njegovo ime zvuči kao ime nekog "porno glumca".
Glumeći Shawna Huntera u seriji "Dječak upoznaje svijet" stekao je reputaciju "ženskara". Ironično je to što je gostujući 2006. u seriji "Crumbs" morao glumiti Savageovog dečka.
Glumeći u filmu "Koliba straha" jednom je prilikom morao sav prekriven umjetnom krvlju bježati od autobusa punog djevojaka nekoliko kilometara dok nije došao do mjesta gdje je bila filmska ekipa. Djevojke iz već spomenutog autobusa nisu bile njegove obožavateljice, ali su mislile da je stvarno privlačan.
Godine 2004. diplomirao je na sveučilištu Columbia s izrečenom počašću "magna cum laude".

## Filmografija

### Film
| Godina | Naziv                | Uloga            | Bilješke    |
| ------ | -------------------- | ---------------- | ----------- |
| 1993.  | Benefit of the Doubt | Pete Braswell    |             |
| 1998.  | My Giant             | Justin Allen     |             |
| 1999.  | The Secret Pact      | Lenny Dalton     |             |
| 2001.  | Buck Naked Arson     | Willy Barnes     |             |
| 2001.  | The Secret Pact      | Lenny B. Dalton  |             |
| 2002.  | Koliba straha        | Paul             |             |
| 2004.  | Death Valley         | Daniel           |             |
| 2005.  | Paradise, Texas      | Charlie          |             |
| 2007.  | Cosmic Radio         | Justin           |             |
| 2007.  | Na granici           | Phil             |             |
| 2007.  | Svim silama          | Ford             |             |
| 2008.  | Spy School           | Mr. Randall      |             |
| 2008.  | Irish Twins          | Michael Sullivan | Kratki film |
| 2008.  | Pulse 3              | Adam             | Video       |
| 2009.  | H2O Extreme          | Greg             |             |
| 2009.  | Koliba straha 2      |                  |             |
| 2010.  | Darkening Sky        | Eric Rainer      |             |
| 2010.  | Ruff Love            | George           | Kratki film |
| 2010.  | The Penthouse        | Kieran           |             |
| 2010.  | Your Lucky Day       | Mladi muškarac   | Kratki film |
| 2011.  | Lone                 | Jason Sumner     | Kratki film |
| 2011.  | Walter Don't Dance   | Thad             | Kratki film |
| 2015.  | Too Late             | Matthew          |             |

### Televizija
| Godina        | Naziv                                    | Uloga                                  | Bilješke                                           |
| ------------- | ---------------------------------------- | -------------------------------------- | -------------------------------------------------- |
| 1991.         | Long Road Home                           | Benjy Robertson                        | Televizijski film                                  |
| 1991.         | Plesačice valcera                        | David                                  | Epizoda: "The Camping Show"                        |
| 1992.         | Bobby's World                            | George                                 | Glas, 7 epizoda                                    |
| 1992.         | Empty Nest                               | Philip Logan                           | Epizoda: "Why Do Fools Fall in Love?"              |
| 1992.         | Evening Shade                            | Jimmy                                  | Epizoda: "The Diary of Molly Newton"               |
| 1992.         | Sam svoj majstor                         | Danny                                  | Epizoda: "Haunting of Taylor House"                |
| 1992.         | Julie                                    | Adam McGuire                           | Glavna uloga                                       |
| 1993.         | Nurses                                   | Max Kaplan                             | Epizoda: "The Devil and the Deep Blue Sea"         |
| 1993.         | Time Trax                                | William Peterman                       | Epizoda: "The Prodigy"                             |
| 1993.         | The Last Hit                             | Jimmy Dunne                            | Televizijski film                                  |
| 1993. – 2000. | Dječak upoznaje svijet                   | Shawn Hunter                           | Glavna uloga                                       |
| 1994.         | Ljetna razmjena                          | Frederick Egan III                     | Televizijski film                                  |
| 1996.         | Maybe This Time                          | Shawn Hunter                           | Epizoda: "Acting Out"                              |
| 1996.         | Za istim stolom                          | Byron                                  | 2 epizode                                          |
| 1997.         | Oddville, MTV                            |                                        | 1 epizoda                                          |
| 1998.         | Hercules                                 | Pollux                                 | Glas, epizoda: "Hercules and the Trojan War"       |
| 1998.         | Invasion America                         | Jim Bailey                             | Glas, glavna uloga                                 |
| 1999.         | Pravda za sve                            | Gary Armbrust                          | 2 epizode                                          |
| 1999.         | Batman Beyond                            | Bobby Vance                            | Glas, epizoda: "Lost Soul"                         |
| 1999. – 2000. | Roughnecks: Starship Troopers Chronicles | Pvt. Carl Jenkins                      | Glas, glavna uloga                                 |
| 2002.         | Zakon i red: Zločinačke nakane           | Ethan Edwards                          | Epizoda: "The Pilgrim"                             |
| 2002. – 04.   | Svemoguća Kim                            | Brick Flagg                            | Glas, 5 epizoda                                    |
| 2005.         | Kim Possible Movie: So the Drama         | Brick Flagg                            | Glas, televizijski film                            |
| 2006.         | Crumbs                                   | Dennis                                 | Epizoda: "Six Feet Blunder"                        |
| 2006.         | Pepper Dennis                            | Chick Dirka                            | Glavna uloga                                       |
| 2006.         | Veronica Mars                            | Rafe                                   | Epizoda: "My Big Fat Greek Rush Week"              |
| 2007.         | Kosti                                    | Gregg Liscombe                         | Epizoda: "Mummy in the Maze"                       |
| 2009.         | Castle                                   | Rocco Jones                            | Epizoda: "The Fifth Bullet"                        |
| 2010.         | 100 Questions                            | Alan                                   | Epizoda: "Wayne?"                                  |
| 2012.         | Paulilu Mixtape                          | Sam Paxton                             | Epizoda: "Hooker Lawyer"                           |
| 2014.         | Chosen                                   | Ross                                   | Epizoda: "Redemption"                              |
| 2014. – 17.   | Djevojka susreće svijet                  | Shawn Hunter                           | Ponavljajuća uloga; također je režirao 18 epizoda. |
| 2015. – 19.   | Star vs. the Forces of Evil              | Tom Lucitor                            | Glas, ponavljajuća uloga                           |
| 2017. – 18.   | Mighty Magiswords                        | Familiar, Glori's Monster, Bite Beasts | Glas, 6 epizoda                                    |

## Vanjske poveznice
- Rider Strong u internetskoj bazi filmova IMDb-u (engl.)
- Stranica koju sam piše na www.myspace.com
- OURSO: Official Unofficial Rider Strong Online  Arhivirana inačica izvorne stranice od 5. veljače 2007. (Wayback Machine)
- OURSO stranica posvećena Rideru Strongu na www.myspace.com